# Our Love to Admire
Our Love to Admire – trzeci album nowojorskiego kwartetu Interpol, wydany 10 lipca 2007 r. Jest to pierwszy album wydany w głównej wytwórni (Capitol Records), ponieważ dwa wcześniejsze albumy wyszły z niezależnej wytwórni Matador (zespół podpisał nowy kontrakt, ponieważ ten z Matador wygasł). Nowym menadżerem grupy został Dave Holmes. Album został nagrany w legendarnym Electric Lady Studios w Nowym Jorku.

## Historia płyty
Zespół pisał piosenki w pokoju na 6 piętrze w miejscu zwanym The Music Building na 8th Avenue i 38th Street niedaleko Times Square. Następnie nagrali perkusję, gitarę i bas w The Magic Shop na SoHo, a potem przenieśli się do Electric Lady Studios na dolnym Manhattanie, gdzie w tym samym czasie Patti Smith miksowała swój nowy album. Na Our Love to Admire jest 11 piosenek.
Na pierwszy singel wybrano kompozycję "The Heinrich Maneuver", którego premiera radiowa miała miejsce 7 maja 2007 r. (właściwa premiera miała miejsce tydzień przed amerykańską premierą płyty). Drugim singlem w Wielkiej Brytanii będzie "Mammoth" (3 września), a w USA "No I in Threesome".

## Lista utworów
1. Pioneer to the Falls – 5:41
2. No I in Threesome – 3:50
3. The Scale (fragment) – 3:23
4. The Heinrich Maneuver- 3:28
5. Mammoth – 4:12
6. Pace Is the Trick – 4:36
7. All Fired Up – 3:35
8. Rest My Chemistry – 5:00
9. Who Do You Think? – 3:12
10. Wrecking Ball – 4:30
11. The Lighthouse – 5:25

### Utwory bonusowe (Japonia)
1. Mind Over Time – 4:49
2. Mammoth (Instrumental) – 4:12

### Bonusowe DVD (re-wydanie w Wielkiej Brytanii)
1. Pioneer to the Falls (Live)
2. NARC (Live)
3. The Heinrich Maneuver (Live)
4. Mammoth (Live)
5. Slow Hands (Live)
6. Evil (Live)
7. The Heinrich Maneuver (Teledysk)
8. No I in Threesome (Teledysk)

## Inne wersje płyty

### USA (wersja rozszerzona)
- z inną, szarą okładką z 24-stronicową wkładką i plakatem

## Single
- "The Heinrich Maneuver", wydany 2 lipca 2007 r.
- "Mammoth", wydany 3 września 2007 r.
- "No I in Threesome", wydany 3 grudnia 2007 r.

## Teledyski
- "The Heinrich Maneuver" (reż. Elias Merhige – m.in. reżyser teledysków Marilyna Mansona)
- "Mammoth"
- "No I in Threesome" (reż. Patrick Daughters – m.in. reżyser teledysków Yeah Yeah Yeahs i Snow Patrol)

## Recenzje

### The Lighthouse
W recenzjach piosenka The Lighthouse jest nazywana najbardziej niespodziewaną i najbardziej zapadającą w pamięć piosenką Interpolu. Prawie całkowicie wolna od perkusji, piosenka jest oparta głównie na hipnotycznej gitarze Daniela Kesslera i wokalu Paula Banksa. Zespół ostatnio powiedział, że ta piosenka była najtrudniejsza do nagrania, bowiem Daniel grał ją na 50-letniej gitarze z toksynami na strunach co w skutkach doprowadziło do powstania pęcherzy i bólu palców Daniela. Zespół miał wątpliwości czy w ogóle uda im się ukończyć ten kawałek, ale gdy usłyszeli wokale Paula do tej piosenki byli zachwyceni.
The Lighthouse to dramatyczne zakończenie olśniewającej i bardzo emocjonalnej płyty.

### Pace Is the Trick
Według recenzji w tej piosence Interpol udowadnia, ze dalej jest mistrzem w dramatyzmie piosenek. Przykładem tego może być pauza, tuż przed powrotem imponującej perkusji Sama Fogarino i dźwięcznej gitary prowadzącej Daniela Kesslera.

## Wydarzenia związane z płytą
17 listopada 2006 r. na oficjalnej stronie Interpolu pojawiła się informacja, że zespół właśnie nagrywa trzecią płytę w studiu na SoHo w Nowym Jorku. Muzycy zapowiedzieli, że będą w studiu jeszcze przez jakiś czas.
15 lutego 2007 r. Daniel Kessler, który był wtedy w Londynie w rozmowie w radiu BBC zdradził, że w tej chwili album jest miksowany (będzie gotowy do przyszłego miesiąca) w Electric Lady Land i planują go wydać na początku lata, prawdopodobnie w czerwcu.
Powiedział też, że album jeszcze nie ma nazwy ale jedna z piosenek nazywa się Mammoth (=Mamut). Nowy album opisał jako bardziej otwarty, z inną atmosferą, z nowymi elementami i jako bardziej różnorodny od wcześniejszych. Zespół jest zadowolony z tego, że mieli możliwość nagrywania go w Nowym Jorku, ponieważ po nagraniach mogli wrócić do swojego normalnego życia. Daniel powiedział też, że pojawią się na festiwalach, ale nie mógł potwierdzić jeszcze na których.
13 marca 2007 r. zostały oficjalnie ogłoszone przez Capitol Records koncerty Interpolu w Kanadzie w połowie kwietnia. Dodano też, że w tej chwili zespół pracuje nad nowym albumem z producentem Richem Costeyem, który pracował już między innymi z: Franz Ferdinand, Bloc Party, Rage Against the Machine, My Chemical Romance, Fiona Apple i The Swirlies.
14 marca 2007 r. Daniel Kessler w rozmowie z NME zdementował plotki, że płyta będzie nazywać się "Moderation". Stwierdził, że będą decydować o tytułach dopiero w następnym tygodniu. Potwierdził tylko, że na razie zatytułowane piosenki to "Mammoth" i "The Heinrich Manuever" i raczej wątpi, że tytuły te się zmienią. Dodał też, że tym razem keyboard był obecny od samego początku, co czyniło go jakby piątym członkiem zespołu. Dźwięki są bardziej interesujące i jest tutaj zdecydowany rozwój.
15 kwietnia 2007 r. na koncercie w Ottawie po raz pierwszy zagrli "Pioneer to the Falls", "The Heinrich Maneuver" i "Mammoth".
22 kwietnia 2007 r. odnowiona została oficjalna strona zespołu. Zamiast zdjęcia z widokiem na NYC pojawiło się zdjęcie z widokiem na góry i napisem "Interpol 07.10.07". Oznacza to, że singel lub płyta będą wydane 10 lipca tego roku (amerykański zapis daty to: miesiąc/dzień/rok). Zespół nagrał 13 piosenek, ale planował, że na płycie będzie ich około 10.
25 kwietnia 2007 r. ujawniony został tytuł płyty, tytuły piosenek (planowano 10, jest 11) oraz datę premiery pierwszego singla, którym został The Heinrich Maneuver.
9 maja 2007 r.  ukazała się okładka płyty na portalu HMV
7 czerwca 2007 r. też w Toronto po raz pierwszy zagrali "Rest My Chemistry".
21 czerwca 2007 r. album nielegalnie pojawił się w Internecie. W wywiadzie dla 24heures z 5 lipca 2007 r. wokalista i gitarzysta Paul Banks powiedział, że odnaleźli człowieka odpowiedzialnego za to. Jak się okazało był to włoski dziennikarz. 1 2

## Sprzedaż
W pierwszym tygodniu album sprzedał się w ponad 154 tysiącach egzemplarzy i tym samym debiutował na 5 miejscu United World Chart.
24 lipca 2007 r. limitowana edycja płyty była na 34 miejscu bestsellerów muzyki na stronie merlin.pl.